# Lista monumentelor istorice din județul Mureș - V

Simbol pentru monumentele istorice

Lista monumentelor istorice din județul Mureș - V cuprinde monumentele istorice înscrise în Patrimoniul cultural național al României și aflate în localități ce încep cu litera V din județul Mureș.
Lista completă este menținută și actualizată periodic de către Ministerul Culturii, Cultelor și Patrimoniului Național din România, prin intermediul Institutului Național al Patrimoniului, ultima versiune datând din 2015. Această listă cuprinde și actualizările ulterioare, realizate prin ordin al ministrului culturii.
| Cod LMI                               | Denumire                             | Localitate                                 | Localizare                                                                  | Datare, Creatori                     | Imagine               | Erori             |
| ------------------------------------- | ------------------------------------ | ------------------------------------------ | --------------------------------------------------------------------------- | ------------------------------------ | --------------------- | ----------------- |
| MS-I-s-B-15440 (RAN: 119518.01)       | Așezare                              | sat Valea Izvoarelor; comuna Sânpaul       | „Teleacul Mic”, promontoriu la marginea satului 46.43333°N 24.38333°E       | sec. I a. Chr., Cultura geto-dacică  | Încarcă foto \| video | Raportează eroare |
| MS-I-s-B-15441 (RAN: 119518.02)       | Așezare                              | sat Valea Izvoarelor; comuna Sânpaul       | „La măzăriște”, la extremitatea S a satului 46.44305°N 24.41667°E           | sec. IV p. Chr.                      | Încarcă foto \| video | Raportează eroare |
| MS-I-s-B-15442 (RAN: 119983.01)       | Necropolă                            | sat Valea Largă; comuna Valea Largă        | „Capul satului”, cariera de argilă, la 2,5 km V de sat                      | sec. VII                             | Încarcă foto \| video | Raportează eroare |
| MS-I-s-B-15439 (RAN: 120129.01)       | Drumulromande la Valea               | sat Valea; comuna Vărgata                  | la nord de sat                                                              | sec. II - III p. Chr.                | Încarcă foto \| video | Raportează eroare |
| MS-I-s-B-15443 (RAN: 115067.01)       | Necropola medievală de la Vălenii    | sat Vălenii; comuna Acățari                | în jurul bisericii din sat                                                  | sec. XIII-XIV                        | Încarcă foto \| video | Raportează eroare |
| MS-I-s-B-15444 (RAN: 120183.01)       | Drum                                 | sat Vețca; comuna Vețca                    | „Câmpul rotund” (Kerek mezö), între satele Vețca și Acățari, la NV de Vețca | sec. II-III p. Chr.                  | Încarcă foto \| video | Raportează eroare |
| MS-I-s-B-15445 (RAN: 119965.01)       | Așezare                              | sat Vidrasău; orașul Ungheni               | pe malul drept al Mureșului, la 1 km vest de sat 46.48333°N 24.4°E          | sec. VI                              | Încarcă foto \| video | Raportează eroare |
| MS-I-s-A-15446                        | Situl arheologic de la Viilor        | sat Viilor; orașul Sighișoara              | La 4 km E de oraș, pe drumul Sighișoara – Boiu                              | Epoca romană                         | Încarcă foto \| video | Raportează eroare |
| MS-I-m-B-15446.01                     | Așezare                              | sat Viilor; orașul Sighișoara              | La 4 km E de oraș, pe drumul Sighișoara – Boiu                              | sec. IV - VIII                       | Încarcă foto \| video | Raportează eroare |
| MS-I-m-A-15446.02 (RAN: 114587.01.03) | Așezare                              | sat Viilor; orașul Sighișoara              | La 4 km E de oraș, pe drumul Sighișoara – Boiu                              | sec. III p. Chr.                     | Încarcă foto \| video | Raportează eroare |
| MS-I-m-A-15446.03 (RAN: 114587.01.01) | Așezare                              | sat Viilor; orașul Sighișoara              | La 4 km E de oraș, pe drumul Sighișoara – Boiu                              | Epoca bronzului târziu, Cultura Noua | Încarcă foto \| video | Raportează eroare |
| MS-I-m-A-15446.04 (RAN: 114587.01.02) | Așezare                              | sat Viilor; orașul Sighișoara              | La 4 km E de oraș, pe drumul Sighișoara – Boiu                              | Hallstatt                            | Încarcă foto \| video | Raportează eroare |
| MS-I-m-A-15446.05 (RAN: 114587.01.04) | Așezare                              | sat Viilor; orașul Sighișoara              | La 4 km E de oraș, pe drumul Sighișoara – Boiu                              | sec. XI - XII                        | Încarcă foto \| video | Raportează eroare |
| MS-I-s-A-15447 (RAN: 116037.01)       | Așezarea romană de la Voiniceni      | sat Voiniceni; comuna Ceuașu de Câmpie     | în vatra satului                                                            | Epoca romană                         | Încarcă foto \| video | Raportează eroare |
| MS-I-m-B-15448                        | Fortificația Latène de la Voivodeni  | sat Voivodeni; comuna Voivodeni            | Bunghart                                                                    | Latène, Cultura geto-dacică          | Încarcă foto \| video | Raportează eroare |
| MS-II-m-A-16063                       | Biserica reformată                   | sat Vălenii de Mureș; comuna Brâncovenești | 296                                                                         | sec. XVI                             | Alte imagini          | Raportează eroare |
| MS-II-m-B-16061 (RAN: 115067.05)      | Biserica reformată                   | sat Vălenii; comuna Acățari                | 21                                                                          | sec. XIII - XV, modif. sec. XIX      | Alte imagini          | Raportează eroare |
| MS-II-m-A-16062 (RAN: 115067.04)      | Biserica de lemn „Sf. Nicolae”       | sat Vălenii; comuna Acățari                | 232 A                                                                       | 1696                                 | Alte imagini          | Raportează eroare |
| MS-II-m-A-16064                       | Casa parohială a bisericii reformate | sat Vânători; comuna Vânători              | 63                                                                          | sf. sec. XIX                         | Alte imagini          | Raportează eroare |
| MS-II-m-A-16065 (RAN: 120183.02)      | Biserica romano-catolică             | sat Vețca; comuna Vețca                    | 45                                                                          | 1741                                 | Alte imagini          | Raportează eroare |
| MS-II-m-A-16066 (RAN: 120227.02)      | Biserica evanghelică                 | sat Viișoara; comuna Viișoara              | Str. Principală 500                                                         | sec. XV, sec. XVI – XVII, sec. XIX   | Alte imagini          | Raportează eroare |
| MS-II-m-A-16067 (RAN: 120325.03)      | Biserica reformată                   | sat Voivodeni; comuna Voivodeni            | Str. Bisericii 507                                                          | sec. XV - XVIII                      | Alte imagini          | Raportează eroare |
| MS-II-a-A-16068                       | Ansamblul conacului Zichy            | sat Voivodeni; comuna Voivodeni            | Str. Principală 160 46.70236°N 24.62718°E                                   | sec. XVIII                           | Alte imagini          | Raportează eroare |
| MS-II-m-A-16069 (RAN: 115227.03)      | Biserica evanghelică                 | sat Vulcan; comuna Apold                   | 16                                                                          | sec. XVI,1680                        | Alte imagini          | Raportează eroare |
| MS-III-m-B-16086                      | Pictură religioasă                   | sat Vălenii de Mureș; comuna Brâncovenești |                                                                             | sec. XIX                             | Încarcă foto \| video | Raportează eroare |